# Igarapé

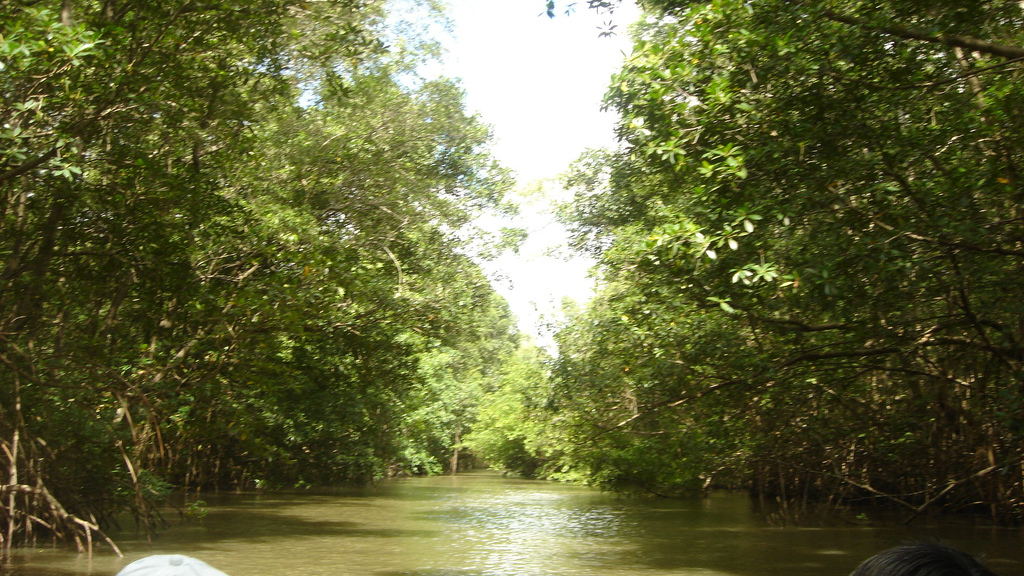
Igarapé.

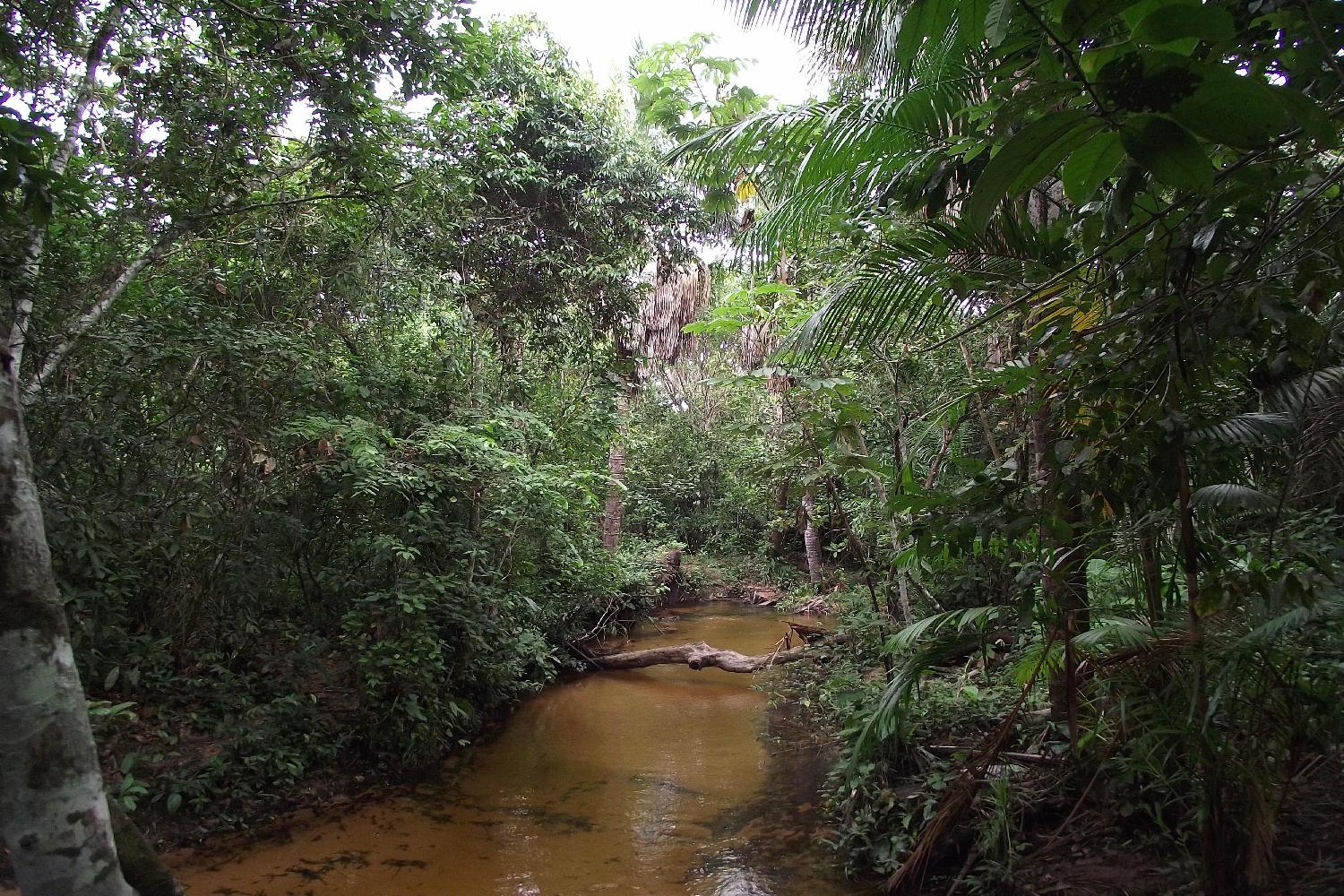
Igarapé en el parque nacional da Chapada das Mesas, en el estado de Maranhão.

Un igarapé (que en portugués significa corriente, y que proviene de igara, que significa embarcación excavada en el tronco de un árbol, y pé, que significa camino), en términos geográficos, se aplica a los pequeños ríos que corren entre islas, ya sean de primer o segundo orden, estrechos brazos  o canales existentes en gran número en la cuenca Amazónica. Se caracterizan por su poca profundidad y por discurrir casi en el interior del bosque.
La palabra en Brasil fue adoptada a partir del nheengatu, el idioma original de los tupí-guaraní.  La mayoría de los igarapés tiene las aguas oscuras, similares a las del río Negro, uno de los principales afluentes del río Amazonas, transportando pocos sedimentos.
Son navegables por pequeñas embarcaciones y canoas, y desempeñan un importante papel como medio de transporte y comunicación.
En Brasil, varios municipios utilizan este término en su nombre, como Igarapé-Açu e Igarapé-Mirim  (en Pará), Igarapé do Meio e Igarapé Grande (en Maranhão), e Igarapé (en Minas Gerais).
En otras áreas geográficas se aplican a algunas bifurcaciones de ríos semejantes voces análogas, como los bayous —usados en el Misisipi— y los khlong —usados en la llanura central de Tailandia, en canales formados por los ríos Chao Phraya, Ta Chin y Mae Klong—.